# Collège lycée expérimental d'Hérouville-Saint-Clair
Le collège-lycée expérimental est un établissement scolaire public cogéré fonctionnant à Hérouville-Saint-Clair depuis 1982. Sa pédagogie s'articule notamment avec le tutorat et l'instauration de temps de bilans.

## Histoire
Le Collège Lycée Expérimental d'Hérouville-Saint-Clair est un des quatre collèges et lycées publics expérimentaux mis en place par le ministère de l'Éducation nationale en 1982.
Comme le centre expérimental pédagogique maritime en Oléron, le lycée autogéré de Paris et lycée expérimental de Saint-Nazaire, il s'était donné pour but de réfléchir et d'expérimenter la possibilité d'une autre école.

## Classement du Lycée
En 2017, avec un taux de réussite au bac de 78% seulement et une valeur ajoutée de -22 le CLE se classe 59e sur 62 établissements de l'Académie de Caen en dépit d'effectifs particulièrement réduit (15 élèves en L, 23 élèves en S, 21 élèves en ES). Le taux d'accès de la seconde au bac est de 44% alors que le taux d'accès attendu en France pour des profils d'élèves identiques est de 54%.
En 2016, le lycée se classe  15e sur 31 au niveau départemental quant à la qualité d'enseignement. Le classement s'établit sur trois critères : le taux de réussite au bac, la proportion d'élèves de première qui obtient le baccalauréat en ayant fait les deux dernières années de leur scolarité dans l'établissement, et la valeur ajoutée (calculée à partir de l'origine sociale des élèves, de leur âge et de leurs résultats au diplôme national du brevet).

## Anciens élèves
- Élise Lowy, femme politique, porte-parole d'Europe Écologie Les Verts entre juin 2012 et décembre 2013.